# Yu Hua (pisarz)
Yu Hua (ur. 3 kwietnia 1960 w Hangzhou, prowincja Zhejiang) – chiński pisarz, autor czterech powieści i sześciu zbiorów nowel. Otrzymał James Joyce Foundation Award (2002), a jego książka Huozhe została nagrodzona Premio Grinzane Cavour.

## Życiorys
Dzieciństwo spędził w Haiyan, w północnym Zhejiangu. Jego cała rodzina była lekarzami, więc również obracał się w tym kręgu. Przez pięć lat ćwiczył stomatologię (jak sam mówił, to były tylko sekwencje do wyuczenia) i bez wiedzy medycznej wyrywał zęby i leczył je. Zrezygnował z zawodu i rozpoczął w 1983 karierę pisarską. Obecnie uznawany jest za jednego z najlepszych współczesnych pisarzy chińskich.
Yu Hua tworzy zarówno literaturę współczesną, eksperymentalną i realistyczną, jak i wykorzystuje dawne formy literackie. Przykładowo Xianxue meihua (Krew i kwiat śliwy) to parodia powieści kung-fu (wuxia xiaoshuo); inną tego typu powieścią jest Gudian aiqing (Klasyczna miłość), nawiązująca do powieści o uczonych-konfucjanistach i pięknościach (caizi jiaren xiaoshuo).
We wczesnym etapie kariery, Yu eksprymentował z nowymi technikami narracyjnymi, zdradzając też fascynację okrucieństwem, często nader żywo i realistycznie opisanym (np. w opowiadaniu Yijiu baliu, o człowieku popadającym w obłęd). Mogły mieć na to wpływ jego przeżycia z okresu rewolucji kulturalnej. Inne dzieła, w których eksperymentował z formą to Xianshi yizhong (Pewien rodzaj rzeczywistości) i Zai xiyu zhong huhuan (Płacz w mżawce). Według samego autora, po rewolucji kulturalnej istniała „próżnia” językowa i literacka, dlatego miał szerokie pole do eksperymentów; później, gdy chińska literatura stała się bardzo zróżnicowana, przeszedł do form prostszych, pozwalając swoim bohaterom „mówić własnym głosem”.
Najbardziej znane utwory Yu należą jednak do realistycznego nurtu jego twórczości, który wpisuje się w tzw. nurt poszukiwania korzeni. Huozhe (Żyć; ponad milion sprzedanych egzamplarzy w Chinach) to opowieść o człowieku z bogatej rodziny, niezdolnym do pokierowania swoim losem w burzliwej rzeczywistości XX-wiecznych Chin, który mimo nieszczęść które spadają na niego i jego rodzinę, jest w stanie zachować godność. Podobnie brutalnie los obchodzi się z ojcem, który sprzedając własną krew, chce dotrzeć do chorego syna w Xu Sanguan mai xue ji (Kronice sprzedawcy krwi). Najnowsza powieść Yu Hua, Xiongdi (Bracia), także konfrontuje człowieka i bezlitosny system, opowiadając historię dwóch braci i ich rodzin podczas rewolucji kulturalnej i reform dengowskich. Książka ta znalazła się na krótkiej liście Man Asian Literary Prize.
Powieści Yu Hua, zwłaszcza Bracia, mimo ogromnej popularności, zostały gwałtownie skrytykowane w Chinach, za lubowanie się w gwałcie, naśladowanie i schlebianie płytkim gustom Zachodu, zohydzanie obrazu Chin jako kraju opętanego żądzą pieniądza i pozbawionego zasad. Według Yu, są to w większości głosy młodych krytyków, nieświadomych zarówno niedawnej przeszłości Chin, jak i ich obecnych problemów. Starsze pokolenie ocenia jego prace w sposób bardziej zrównoważony, a chińska rzeczywistość bywa niedaleka obrazom z jego powieści.
W 1994 Zhang Yimou zrobił na podstawie Huozhe film pod tym samym tytułem. Mimo że film jest mniej brutalnie realistyczny od książki, krytyka systemu w nim ukazana spowodowała zakaz dystrybucji w ChRL, a reżyserowi zakazano na dwa lata pracy nad filmami. Film zdobył wszakże Grand Prix Festiwalu w Cannes w 1994 i wiele innych nagród.
Yu Hua mieszka w Pekinie, z żoną, poetką Chen Hong i synem.